# 878 Mildred
Mildred (asteroide 878) é um asteroide da cintura principal, a 1,8281882 UA. Possui uma excentricidade de 0,2256181 e um período orbital de 1 324,92 dias (3,63 anos).
Mildred tem uma velocidade orbital média de 19,38473599 km/s e uma inclinação de 2,05975º.
Este asteroide foi descoberto em 6 de Setembro de 1916 por Seth Nicholson.